# São Tomé-i citromgalamb
A São Tomé-i citromgalamb (Columba simplex) a madarak osztályának galambalakúak (Columbiformes) rendjéhez és a galambfélék (Columbidae) családjához tartozó faj.
Egyes rendszerekben az afrikai citromgalamb (Columba larvata) alfaja Columba larvata simplex néven.

## Előfordulása
São Tomé és Príncipe területén honos.